# C-divisionens VM i floorball 2004
C-Divisionens VM i floorball 2004 var det første verdensmesterkab i floorball for herrelandshold i C-divisionen. Mesterskabet blev afholdt i Spanien og kampene blev spillet i Leganes og Madrid fra 21. – 25. april. Vinderen af C-divisionens VM rykkede op til B-divisionens VM 2006. Georgien skulle have spillet i C-divisionens VM, men holdet kunne ikke få visum til Spanien.
Der blev først spillet gruppespil med tre hold i den ene gruppe og fire hold i den anden.

## Resultater gruppe A
| 21. april |

| Japan | 7:3 | Slovakiet |
| ----- | --- | --------- |
|       |     |           |

|  |

| 22. april |

| Slovakiet | 5:3 | Malaysia |
| --------- | --- | -------- |
|           |     |          |

|  |

| 23. april |

| Malaysia | 1:17 | Japan |
| -------- | ---- | ----- |
|          |      |       |

|  |

### Tabel Gruppe A
| Plads | Hold      | Kampe | Sejre | Uafgj. | Tabte | Mål    | Points |
| ----- | --------- | ----- | ----- | ------ | ----- | ------ | ------ |
| 1     | Japan     | 2     | 2     | 0      | 0     | 24 – 4 | 4      |
| 2     | Slovakiet | 2     | 1     | 0      | 1     | 8 – 10 | 2      |
| 3     | Malaysia  | 2     | 0     | 0      | 2     | 4 – 22 | 0      |

- Japan og Slovakiet kvalificerede sig til semifinalerne.

## Resultater Gruppe B
| 21. april 2004 |

| Spanien | 5:4 | Canada |
| ------- | --- | ------ |
|         |     |        |

|  |

|  |

| Frankrig | 7:4 | Belgien |
| -------- | --- | ------- |
|          |     |         |

|  |

| 22. april 2004 |

| Belgien | 3:13 | Canada |
| ------- | ---- | ------ |
|         |      |        |

|  |

|  |

| Frankrig | 4:3 | Spanien |
| -------- | --- | ------- |
|          |     |         |

|  |

| 23. april 2004 |

| Canada | 5:3 | Frankrig |
| ------ | --- | -------- |
|        |     |          |

|  |

|  |

| Frankrig | 5:1 | Belgien |
| -------- | --- | ------- |
|          |     |         |

|  |

### Tabel Gruppe B
| Plads | Hold     | Kampe | Sejre | Uafgj. | Tabte | Mål     | Points |
| ----- | -------- | ----- | ----- | ------ | ----- | ------- | ------ |
| 1     | Canada   | 3     | 2     | 0      | 1     | 22 – 11 | 4      |
| 2     | Spanien  | 3     | 2     | 0      | 1     | 13 – 9  | 4      |
| 3     | Frankrig | 3     | 2     | 0      | 1     | 14 – 12 | 4      |
| 4     | Belgien  | 3     | 0     | 0      | 3     | 8 – 25  | 0      |

- Canada og Spanien kvalificerer sig til Semifinalerne

## Semifinaler
| 24. april 2004 |

| Japan | 5:4 | Spanien |
| ----- | --- | ------- |
|       |     |         |

|  |

|  |

| Canada | 13:8 | Slovakiet |
| ------ | ---- | --------- |
|        |      |           |

|  |

## Bronzekamp
| 25. april 2004 |

| Spanien | 11:5 | Slovakiet |
| ------- | ---- | --------- |
|         |      |           |

|  |

## Finale
| 25. april 2004 |

| Japan | 9:4 | Canada |
| ----- | --- | ------ |
|       |     |        |

|  |

## Medaljer
| VM 2002 | Land    |
| ------- | ------- |
| Guld    | Japan   |
| Sølv    | Canada  |
| Bronze  | Spanien |

- Japan oprykker til B-divisioenen i VM 2006